# The Fundamentals of Caring
The Fundamentals of Caring é um filme americano de 2016 escrito e dirigido por Rob Burnett e baseado na obra literária The Revised Fundamentals of Caregiving, de Jonathan Evison. As filmagens do filme começaram em janeiro de 2015. Ele estreou em 29 de janeiro de 2016 no Sundance Film Festival, nos Estados Unidos. Sua estreia mundial aconteceu em 24 de junho de 2016 pela Netflix. O filme é estrelado por Paul Rudd, Selena Gomez e Craig Roberts.

## Enredo
Ben é um escritor que decide tornar-se cuidador após sofrer uma tragédia pessoal. Seu primeiro cliente, Trevor, possui distrofia muscular; o jovem de 18 anos apesar de sua condição tem uma boca bem afiada, quanto aos cuidados, que receberá de Ben. Juntos, eles embarcam em uma viagem por todos os lugares com os quais Trevor ficou obcecado assistindo ao noticiário de TV, incluindo seu Santo Graal: o buraco mais profundo do mundo. No caminho, eles conhecem a jovem Dot e também uma futura mãe, Peaches, que embarcam na aventura da dupla. Aventurando-se pela primeira vez além das fronteiras de seu mundo milimetricamente calculado, eles descobrem o que é ter esperança e amigos de verdade.

## Elenco
- Paul Rudd como Ben
- Selena Gomez como Dot
- Craig Roberts como Trevor
- Megan Ferguson como Peaches
- Jennifer Ehle como Elsa
- Frederick Weller
- Bobby Cannavale
- Julia Denton como Janet

## Produção
Em 11 de outubro de 2012, foi anunciado que Rob Burnett e Jon Beckerman tinham adquirido os direitos de filmagem do romance de Jonathan Evison, The Revised Fundamentals of Caregiving. Em seguida, foi anunciado que Burnett iria escrever o roteiro e dirigir o filme. Em 7 de janeiro de 2015, Paul Rudd foi adicionado ao elenco para o papel masculino principal, no dia 13 do mesmo mês, Selena Gomez também juntou-se ao elenco do filme.
Em 07 de dezembro de 2015, foi anunciado que o título original, The Revised Fundamentals of Caregiving, tinha sido mudado para The Fundamentals of Caring. Mais tarde, foi revelado que Bobby Cannavale e Frederick Weller estavam no elenco do filme.

### Filmagens
O filme começou a ser filmado no dia 22 de janeiro de 2015 em Atlanta. As filmagens também ocorreram em Cartersville. Elas foram concluídas em 26 de fevereiro de 2015, após 26 dias.

## Lançamento
O filme teve sua estreia em 29 de janeiro de 2016 na noite de encerramento do Sundance Film Festival, nos Estados Unidos. Em janeiro de 2015, antes de sua estreia no festival, a Netflix adquiriu os direitos de distribuição do filme para um lançamento global com exclusividade na plataforma no dia 24 de junho de 2016.